# Моавитский язык
Моавитский язык — язык моавитян, народа, упоминаемого в Библии.
В 1868 г. в Иордании была обнаружена тридцатичетырехстрочная надпись моавитского царя Меши, о восстании которого против израильтян известно из библейской книги Царств (4Цар. 3, 4).
После открытия стелы царя Меши (1868) в вади Эль-Кераке был обнаружен в 1958 году маленький фрагмент текста на моавитском, представляющий ещё один экземпляр посвящения Меши. На сегодняшний день это единственные дошедшие до нас моавитские тексты.
Язык надписей Меши необычайно похож на древнееврейский, хотя обладает рядом следующих отличий:
- окончание мн. числа īn вместо древнееврейского īm (mlkn /mlakīn/ цари);
- сохранение окончания женского рода at при древнееврейском и арамейском -ā в абсолютной форме: (qryt /qaryat/ город);
- глагольный биньян pat‘al: w’lthm /wa’altaham/ и я начал сражаться.

В некоторых формах возможно колебание между подражанием древнееврейскому и собственными (более близкими к арамейским) нормами:
- chrm в полдень, нормальная моавитская форма должна быть chrn

Глагол «взять» с местоименным суффиксом стабильно пишется с древнееврейским z, а без суффикса — с арамейским d: w’hzh и я взял его/её, ’hd возьми. Оба звука восходят к прасемитскому согласному звуку d, близкому к [ð] в англ. слове «this» или арабскому звуку, который передаётся буквой ﺫ (заль).